# Enkelt sammanhängande mängd

Denna mängd är inte enkelt sammanhängande då den innehåller hål.

En enkelt sammanhängande mängd är ett matematiskt begrepp som lite löst kan sägas betyda att en mängd består av ett enda stycke och saknar "hål". Detta betyder att givet en "start" och ett "mål", och två godtyckliga "vägar" mellan dem, finns det alltid en möjlighet att undan för undan flytta den ena vägen till den andra, utan att den någonsin bryts eller lämnar vare sig start eller slutpunkterna.

## Definition
Noggrannare uttryckt är en sammanhängande mängd U av ett topologiskt rum enkelt sammanhängande om varje sluten kurva i U kontinuerligt kan deformeras till en punkt. Detta uttrycks även som att i mängden U är varje sluten kurva homotopiskt trivial, eller att mängdens fundamentalgrupp är trivial.

## Exempel

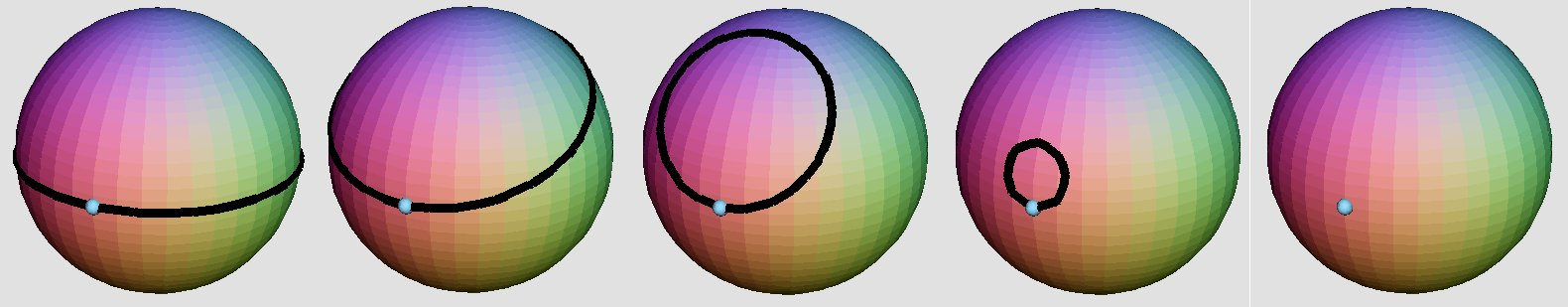
En sfär är enkelt sammanhängande då varje sluten kurva kontinuerligt kan deformeras till en punkt.

Ett par grundläggande exempel på enkelt sammanhängande mängder ges av planet R2 eller den tvådimensionella sfären S2. 
Om man plockar bort en punkt från R2, origo till exempel, är den ej längre enkelt sammanhängande. På samma sätt är cirkeln S1 inte enkelt sammanhängande.
Om man däremot plockar bort en punkt från R3, är den fortfarande enkelt sammanhängande. Ett starkare villkor, kontraherbarhet, utesluter även denna typ av "hål".